# Läntinen Tarvonsilta
Le pont de l'ouest de Tarvo (en finnois : Läntinen Tarvonsilta) est un pont du quartier de Laajalahti à Espoo en Finlande,.

## Description
Le pont en béton de 144 mètres de long et 6 mètres de large relie la  péninsule Pellavaniemi et l'île Tarvo (fi).
Le pont traverse le détroit Läntinen Tarvonsalmi, qui relie la baie Laajalahti à la baie Iso Huopalahti.
Le pont est destiné à la circulation des piétons et des cyclistes et fait partie de la principale piste cyclable de Leppävaara vers le centre-ville d'Helsinki.
Sur le côté oriental de Tarvo se trouve le pont de l'est de Tarvo.

## Galerie

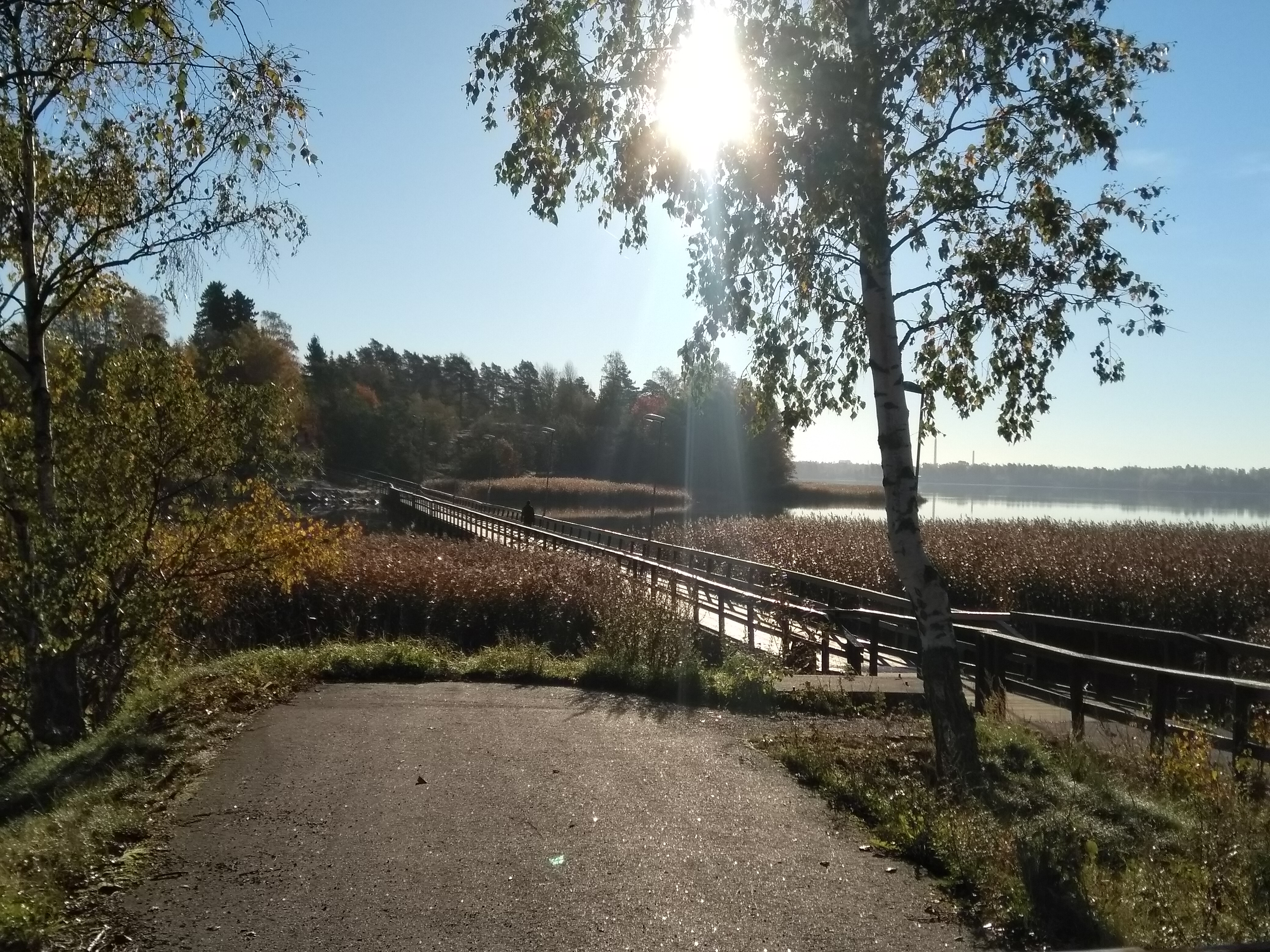
L'ancien pont en bois en 2018.